# Universidad Escuela Libre de Derecho
La Universidad Escuela Libre de Derecho (también conocida como "La Libre de Derecho" o simplemente "La Libre") es una institución de educación superior fundada el 13 de febrero de 1978. Ubicada actualmente en Zapote, la Escuela Libre de Derecho es, hasta el momento, la única universidad en Costa Rica especializada en Derecho. 

## Inicios y fundación
La universidad como tal tuvo sus comienzos al ser una sección de la UACA, universidad que fue fundada a inicios del año 1975. Fue hasta el 13 de febrero de 1978 que  la universidad comenzó labores de manera formal. Desde entonces, la universidad se ha caracterizado por su compromiso en mantener un programa de estudios acorde con la época contemporánea, comprendiendo en su plan de estudios cursos no tradicionales apegados a la realidad social y jurídica actual del país.

## Misión y visión

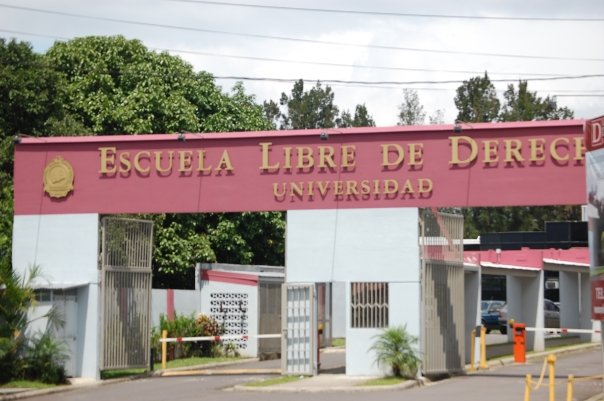
Entrada Principal.

Con respecto a la misión de la universidad, esta se compromete a ser una universidad especializada en la formación crítica, individualizada e innovadora, con una orientación investigativa y de proyección social vinculada a las ciencias jurídicas. 
En cuanto a la visión, la universidad declara como su objetivo primordial "ser la mejor universidad en ciencias jurídicas del área".

## Perfil académico
A nivel académico formal, la Escuela Libre de Derecho ofrece la carrera de Derecho a partir de dos grados y tres posgrados: Bachillerato, Licenciatura, y los posgrados de Especialización (Derecho Notarial y Registral), Maestría (Administración y Derecho Empresarial, Derecho Penal) y Doctorado Académico (énfasis en Derecho Comercial, Derecho Procesal Civil, Derecho Penal, Derecho Administrativo y Derecho Constitucional)
La universidad admite estudiantes que dispongan de un título de conclusión de estudios secundarios debidamente certificado y reconocido por el MEP.